# Cyprinodon artifrons
Cyprinodon artifrons és una espècie de peix de la família dels ciprinodòntids i de l'ordre dels ciprinodontiformes.

## Morfologia
Els mascles poden assolir els 4 cm de longitud total.

## Distribució geogràfica
Es troba des de Mèxic fins a Belize.